# Erastria mimasaria
Erastria mimasaria là một loài bướm đêm trong họ Geometridae.